# Ansel Elgort
Ansel Elgort (Nova Iorque, 14 de março de 1994) é um ator, cantor e DJ americano. Conhecido por interpretar Tommy Ross no filme Carrie - A Estranha, Caleb Prior, na adaptação do livro de ficção Divergente, Baby em Em Ritmo de Fuga, também foi Augustus Waters na adaptação do romance de John Green, A Culpa é das Estrelas.

## Vida pessoal
Elgort nasceu na cidade de Nova Iorque, filho do consultor de moda Arthur Elgort, que já trabalhou para a Vogue, e da diretora de ópera Grethe Barrett Holby. Seu pai é de uma família de judeus asquenazim da Rússia, e sua mãe é de ascendência norueguesa. Ele tem dois irmãos mais velhos, Warren, produtor de filmes, e Sophie, fotógrafa. Elgort estudou na Trinity School, na The Professional Performing Arts School, na Fiorello H. LaGuardia High School, e frequentou a Stagedoor Manor, um acampamento para jovens atores. Também apareceu na peça "Lamenta", de Matt Charman.

## Carreira
Sua carreira de ator começou através de atuação no estágio profissional, em Lamenta, de Matt Charman. Seu primeiro papel na tela foi Tommy Ross, um papel secundário no remake de Carrie, uma adaptação do primeiro romance do escritor norte-americano Stephen King de 1974, papel que foi interpretado por William Katt e Tobias Mehler
O primeiro papel altamente divulgado de Ansel Elgort foi de Caleb Prior, em Divergente. Caleb é o irmão da protagonista, Tris Prior, interpretada por Shailene Woodley. O filme, baseado no romance best-seller de Veronica Roth, foi lançado em 21 de março de 2014, e foi um sucesso de bilheteria ao redor do mundo. 
Em maio de 2013, logo após as filmagens de Divergente serem concluídas, foi anunciado que Elgort e Shailene Woodley haviam sido escalados para os papéis de Augustus Waters (Gus) e Hazel Grace, respectivamente, na adaptação do romance de John Green, A Culpa é das Estrelas, para o cinema. A Culpa é das Estrelas conta a história de um romance entre dois adolescentes com câncer que se conhecem em um Grupo de Apoio e trilham sua própria história de amor. O filme, dirigido por Josh Boone, foi lançado em 5 de junho de 2014 e fez uma excelente performance, tanto comercial quanto dos críticos especializados, ao redor do mundo.
Elgort também foi escalado para o filme de comédia, Men, Women & Children (2014), dirigido por Jason Reitman, como Tim Mooney. 
Também atuou no filme - Em Ritmo de Fuga.

## Música
Ansel diz que a música é sua segunda paixão. Ele produz House/Dance Music, um dos seus melhores remix é Born To Die de Lana Del Rey. Ele é DJ e toca em Clubes de diferentes lugares. Recentemente, em Livestream, ele disse que assinou um contrato de gravação e está trabalhando em um remix original. É possível escutar um pouco do trabalho de Ansel em sua conta no Soundcloud, Ansølo.
Em 8 de julho de 2016, Ansel lançou sua primeira música original, chamada Home Alone, em sua conta no Soundcloud. Porém, apenas dia 22 de julho a música estará disponível no iTunes e em outras plataformas para concorrer a uma posição nas paradas de sucesso,apesar disso a música já conta com mais 5,5 milhões de streams no Spotify e 600 mil visualizações no vídeo da música no VEVO. 

## Filantropia
Em abril de 2020, Elgort postou uma foto nua dele no Instagram como parte de um esforço de angariação de fundos para alimentar as pessoas afetadas pelo COVID-19.
Em seu aniversário de 21 anos, Elgort pediu a amigos, familiares e fãs que doassem para o Thirst Project.

## Filmografia
| Ano  | Título                          | Papel           | Nota |
| ---- | ------------------------------- | --------------- | ---- |
| 2013 | Carrie                          | Tommy Ross      |      |
| 2014 | Divergent                       | Caleb Prior     |      |
| 2014 | The Fault in Our Stars          | Augustus Water  |      |
| 2014 | Men, Women & Children           | Tim Mooney      |      |
| 2015 | The Divergent Series: Insurgent | Caleb Prior     |      |
| 2015 | Paper Towns                     | Mason           |      |
| 2016 | The Divergent Series: Allegiant | Caleb Prior     |      |
| 2017 | Baby Driver                     | Baby/miles      |      |
| 2017 | November Criminals              | Addison Schacht |      |
| 2018 | Billionaire Boys Club           | Joe Hunt        |      |
| 2018 | Jonathan                        | Jonathan/John   |      |
| 2019 | The Goldfinch                   | Theo Decker     |      |
| 2021 | West Side Story                 | Tony            |      |

## Prêmios e Indicações
| Ano  | Prêmio                | Categoria                        | Trabalho         | Resultado |
| ---- | --------------------- | -------------------------------- | ---------------- | --------- |
| 2015 | Framboesa de Ouro     | Melhor Ator - Coadjuvante        | Divergente       | Indicado  |
| 2017 | Prêmios Globo de Ouro | Melhor Ator - Musical ou comédia | Em Ritmo de Fuga | Indicado  |